# Drymarchon margaritae
Drymarchon margaritae là một loài rắn trong họ Rắn nước. Loài này được Roze mô tả khoa học đầu tiên năm 1959.